# Rwanda-Rundi (J.60) jezici
Rwanda-Rundi (J.60) jezici, podskupina od (6) nigersko-kongoanskih jezika koji čine dio šire skupine centralnih bantu jezika u zoni J. Predstavnici su: 
- ha ili giha [haq], 990.000 u Tanzaniji (Johnstone and Mandryk 2001);
- hangaza ili kihangaza [han], 150,000 (1987), također u Tanzaniji;
- rundi ili kirundi [run], 4.600.000 u Burundiju (1986) i 101.000 u Ugandi (1991 popis);
- rwanda [kin], 6.490.000 u Ruandi (1998), 250.000 u DR Kongu (UBS) i 764.000 u Ugandi (2002 popis);
- shubi ili sinja [suj], 153.000 u Tanzaniji (1987);
- vinza [vin] 10.000 (1987) u Tanzaniji.

## Vanjske poveznice
- Ethnologue (14th)
- Ethnologue (15th)